# JadaL
JadaL (árabe: جدل), que significa controversia, es una banda de música árabe jordana y también un proyecto musical de Amán, Jordania, formado en 2003 por el compositor, productor musical, y guitarrista Mahmoud Radaideh, que ha tenido varios miembros a lo largo de los años.

## Historia
JadaL ahora ha lanzado un total de tres álbumes; el último lanzamiento fue el 10 de julio de 2016 y se llamó Malyoun. Contenía 12 temas, compuestos, escritos y producidos por Mahmoud Radaideh, interpretados por: Bader Helalat (teclados y voz), Hakam Abu Soud (Batería y voz), Mahmoud Radaideh (voz, guitarras y sintetizadores), y Yazan Risheq (bajo).
Cuando JadaL lanzó su primer single El Tobah (Arrepentimiento), una versión de la legendaria canción de amor de Abdul Halim Hafez, su estilo musical, acuñado como rock árabe, fue descrito como «rompedor» debido a su mezcla única de rock y letras en árabe, o más específicamente, jordano.
JadaL lanzó su primer single original, Salma, que Mahmoud Radaideh escribió y compuso para su sobrina, que rápidamente se convirtió en un éxito de radio y se ganó muchos seguidores, consolidando a JadaL "como una de las principales bandas de rock árabe en el país y la región". Poco después, el álbum debut de JadaL 'Arab Rocks' fue lanzado en 2009. Los miembros entonces consistían en Mahmoud Radaideh (guitarras, composición), Kamel Almani (bajo, composición), Rami Delshad (voz) y Laith Nimri (batería). El álbum fue bien recibido, se mantuvo fiel a sus principios y al sonido de rock 'pulido'. Producido por Mahmoud Radaideh y Hanna Gargour, el álbum también contaba con la presencia del artista palestino de hip-hop DAM en la canción "Ya Bani Adam" (Ya Ser Humano).
En 2011 se lanzó un nuevo single, Bye Bye 3azizi (árabe: باي باي عزيزي) (Adiós querida), escrito y compuesto por Mahmoud Radaideh y con la parte vocal principal interpretada por Ahmad Zoubi.
El segundo álbum El Makina (árabe: الماكينه) se lanzó en diciembre de 2012, compuesto por Mahmoud Radaideh, escrito y producido por: voz: Ahmad Zoubi, Mahmoud Radaideh. Tambores acústicos: Ammar Urabi. Bajo: Amjad Shahrour, Mahmoud Radaideh. Teclados y sintetizadores: Bader Helalat, Mahmoud Radaideh, Hani Mezian. Guitarras: Mahmoud Radaideh. Mezclado por: David Scott. Grabado en los estudios de obras de Sweetspot Sound en Amán.
En conciertos y festivales locales e internacionales, JadaL a menudo actúa con artistas locales y regionales, como Amr Diab, Canteca de Macao, Rim Banna, DAM, Omar Al-Abdallat, y Mashrou' Leila, entre otros.

## Tours
- Jara Music Festival, 2009
- Jordan Festival, 2009
- Jordan Festival, 2010
- Turkish Vision Festival, 2010
- Bethlehem Festival, 2013/2014
- Dum Tak Festival, 2013